# 호콘 6세

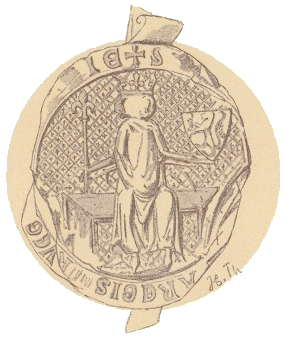
호콘 6세의 인장

호콘 6세(노르웨이어: Håkon VI, 1340년 ~ 1380년)는 노르웨이의 국왕(재위: 1343년 8월 15일 ~ 1380년)이자 스웨덴의 국왕(재위: 1362년 ~ 1364년)이다. 폴쿵가(Folkung, 비엘보가(Bjelbo)) 출신이며 스웨덴의 국왕 호칸 망누손(스웨덴어: Håkan Magnusson)에 해당한다.

## 생애
스웨덴의 망누스 4세 국왕(노르웨이의 망누스 7세 국왕)과 그의 아내인 블랑슈 드 나뮈르(Blanche de Namur)의 둘째 아들로 태어났다.
1343년 8월 15일 노르웨이의 호콘 6세 국왕으로 즉위했으며 1363년에는 덴마크의 발데마르 4세 국왕의 딸인 마르그레테(Margrete, 마르그레테 1세)와 결혼했다. 1362년 2월 15일에는 스웨덴의 귀족들에 의해 스웨덴의 호칸 망누손 국왕으로 즉위했지만 1364년 알브레히트 3세 추 메클렌부르크슈베린 공작에 의해 폐위당하고 만다.
1375년 덴마크의 발데마르 4세 국왕이 사망하여 1376년 덴마크 왕실 자문 위원회가 호콘 6세의 아들인 올라프(Olaf)를 덴마크의 국왕으로 추대하면서 올라프는 덴마크의 올라프 2세 국왕으로 즉위했다. 올라프 2세는 1380년 노르웨이의 호콘 6세 국왕이 사망하면서 노르웨이의 국왕 올라프 4세로 즉위했다.